# Filóteia
Filóteia är en ort i Grekland.   Den ligger i prefekturen Nomós Péllis och regionen Mellersta Makedonien, i den norra delen av landet, 400 km norr om huvudstaden Aten. Filóteia ligger 190 meter över havet och antalet invånare är 543.
Terrängen runt Filóteia är varierad. Runt Filóteia är det ganska glesbefolkat, med 31 invånare per kvadratkilometer. Närmaste större samhälle är Aridaía, 10,5 km sydväst om Filóteia. Omgivningarna runt Filóteia är en mosaik av jordbruksmark och naturlig växtlighet.